# Plato-schaal
De Plato-schaal wordt in de brouwnijverheid gebruikt om de dichtheid van het wort weer te geven.

## Definitie
Eén graad Plato komt overeen met één gewichtsprocent droge, opgeloste stoffen in vloeistof.
Het aantal procenten droge, opgeloste stoffen (grotendeels suikers) in het wort wordt het stamwortgehalte genoemd. In de Europese Unie wordt het stamwortgehalte met het oog op de accijnsheffing thans verplicht in graden Plato uitgedrukt.
De maat werd ontwikkeld door de Oostenrijkse wetenschapper Karl Balling in 1843 en later voor de Duitse Keizerlijke Commissie verbeterd door de Duitser Fritz Plato, van wie de naam afkomstig is.
Ook bij het uiteindelijke bier kan de Plato-schaal worden gebruikt, om te bepalen welke "body" er na vergisting in overblijft. De verhouding tussen het aantal graden Plato voor en na vergisting is de vergistingsgraad.
Voor veel biersoorten wordt het uiteindelijke alcoholpercentage ongeveer een derde tot de helft van het stamwortgehalte, hoewel dit ook sterk afhangt van de vergistingsgraad.

## Vermelding
In Nederland mag het stamwortgehalte niet op de fles vermeld worden. In plaats daarvan wordt een categorie-indeling gebruikt. Op het etiket staat dan bijvoorbeeld "Cat II Bier".
| Cat. | °P          |
| ---- | ----------- |
| S    | 15 en hoger |
| I    | 11 - 15     |
| II   | 7 - 11      |
| III  | 1 - 7       |

In België is vermelding van het stamwortgehalte eveneens niet toegestaan. In Tsjechië daarentegen heeft het stamwortgehalte doorgaans zelfs een prominentere plaats op het bieretiket dan het alcoholgehalte. Bijvoorbeeld Primátor světlý ležák 12° betekent: blond lagerbier van het merk Primátor met een stamwortgehalte van 12°, oftewel een klassieke Tsjechische pilsner van rond de 5% alcohol.